# Michel Nicolas (historien)
Pour les articles homonymes, voir Michel Nicolas et Nicolas.
Michel Nicolas, né le 17 avril 1947 à Tréguier (Côtes-d'Armor), est un historien et un professeur en cultures et langues régionales émérite de l'université Rennes 2. Il est spécialiste de l'histoire des mouvements autonomistes bretons contemporains.
Il fait des études de droit à Rennes, puis se spécialise en science politique, discipline dans laquelle il soutient en 1980 à l'université Rennes 1 une thèse d'État intitulée L'Emsav : politique et thématique du mouvement breton, référence sur le sujet. Il devient professeur émérite en 2013.

## Publications

### Réception
Ses travaux sont cités par l'universitaire Marc Bergère en 2001 comme faisant partie de ceux qui ont « enrichi » la « connaissance scientifique de la période », aux côtés de ceux de Kristian Hamon, Henri Fréville, et Georges Cadiou.

### Ouvrages
- Jean-Claude Le Corre et Michel Nicolas, L'Union démocratique bretonne : contribution à l'étude de l'Emsav, Rennes, université de Rennes 1/unité d'enseignement et de recherche (UER) de sciences juridiques, coll. « Mémoire / Diplôme d'études supérieures (DES) de science politique », février 1973.
- Histoire du mouvement breton, Paris, Syros, 1982, 380 p. (ISBN 2-901968-63-5, OCLC 299377885)
- Le Séparatisme en Bretagne, Beltan, 1986, 326 p.
- Les Bretons et la politique 1958-1988 : 30 ans de scrutins en Bretagne, Institut culturel de Bretagne, Presses universitaires de Rennes, 1988, avec J. Pihan, 256 p.
- Bretagne, un destin européen : ou la Bretagne et le fédéralisme en Europe, Presses universitaires de Rennes, 2001, 310 p.
- Histoire de la revendication bretonne : Des origines aux années 1980, Spézet, Coop Breizh, juin 2007, 397 p. (ISBN 978-2-84346-312-9, présentation en ligne).
- Breizh : La Bretagne revendiquée : des années 1980 à nos jours, Morlaix, éd. Skol Vreizh, janvier 2012, 446 p., 16,5 cm x 24 cm (ISBN 978-2-915623-81-9, présentation en ligne).

### Chapitres d'ouvrages
- « L'impact de la reviviscence musicale en Bretagne », p. 503-516 in Claudine Fréchet (coord.), Mélanges Jean-Baptiste Martin, PUL, 2009.
- « Bretagne : une quête existentielle entre déni de légitimité et déni d'identité », p. 457-472, in Gildas Buron, Hervé Bihan et Bernard Merdrignac (dir), Mélanges en hommage posthume à Gwenaël Le Duc. Britannia Monastica et Klask, PUR, 2008.
- « Breton identity highlighted by European integration », chap 16, p. 290-308, in Michael Keating & John McGarry (dir.) European Integration and the Nationalities Question, London and New York, Routledge, 2006.
- « Les atouts de la Bretagne dans la nouvelle gouvernance européenne », p. 333-347, in Francis Favereau & de Hervé Le Bihan (dir.), Littératures de Bretagne. Mélanges offerts à Yann-Ber Piriou. Rennes, PUR, 2006.